# طفولة في الحرب

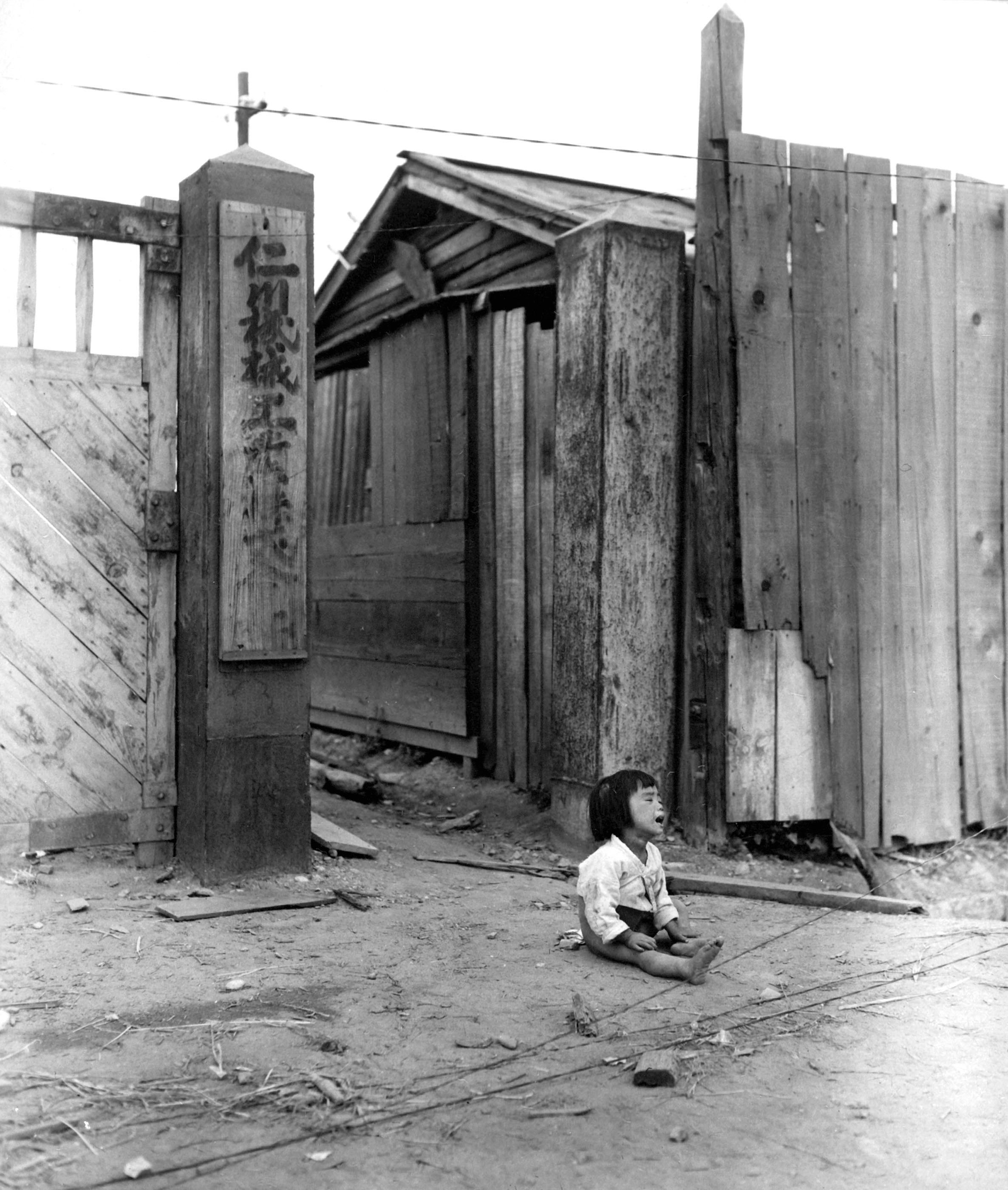
طفل في الحرب الكورية عام 1950

 الطفولة في الحرب هو مصطلح يشير إلى الأطفال الذين تأثروا أو حتى أصيبوا أثناء وبعد النزاعات المسلحة وتؤثر الحروب على جميع مجالات الحياة كافة منها: السلامة الجسدية والنفسية والعلاقات الاجتماعية مع الأسرة والمجتمع، فضلاً عن السكن. في أكثر الأحيان، تؤثر هذه التجارب على الأطفال.

## طفل الحرب
الأطفال عموماً ليسو أول من يتبادر إلى الذهن عند النظر في ضحايا الحرب وآثار الحرب. وفقًا لأحد البرامج الوثائقية لـ Spiegel TV في أوائل عام 2016، يعيش ما يقدر بنحو 230 مليون طفل في مناطق الحروب والأزمات، ويعانون من الإرهاب اليومي وما زالوا مختبئين وراء التركيز على النتائج السياسية والمادية للحرب، حتى عندما تكون الإصابات أو الإعاقات الناجمة عن الحرب ظاهرة. يأخذ مصطلح «طفل الحرب» أهمية لا تقارن عندما يتم استخدامه بشكل دائم في جميع أنحاء العالم لجميع أطفال الحرب عبر الزمن.
في ألمانيا، تطور مفهوم الطفل الحربي في بداية التسعينيات عندما بدأ الجيل الذي عاش الحرب العالمية الثانية خلال طفولته في كسر صمته. ومنذ ذلك الحين، حظي مفهوم الطفل الحربي باهتمام إعلامي واسع، خاصة في ألمانيا.
على الصعيد الدولي، يمكن لمفهوم «طفل الحرب» أن يأخذ التفسيرات المختلفة في اللغات الأخرى ويمكن أن ترتبط بمعاني مختلفة تمامًا. الاختلافات، على سبيل المثال، تصبح واضحة عندما تتعلق بأطفال الحرب في بولندا المحتلة خلال الحرب العالمية الثانية.
في فرنسا يقدر عدد أطفال جنود الاحتلال الألماني من الحرب العالمية الثانية بحوالي 200000. على الرغم من أن هؤلاء الأطفال هم من نشأوا أثناء الحرب، إلا أنهم عادة ما يكونون مرتبطين بالحرمان والإذلال الذي هو جزء من أصلهم، والذين عانوا منه وكذلك أمهاتهم.
تنشأ جوانب إضافية عند النظر في أطفال الحرب خارج المنطقة الأوروبية أو في القرن الواحد والعشرين. مثل القصف الذري على هيروشيما وناغازاكي في أغسطس 1945، وحرب فيتنام بين 1955 و 1975، والإبادة الجماعية في بنغلاديش عام 1971 خلال حرب تحرير بنغلاديش، أو الحرب الأهلية السورية منذ عام 2011، جلبت جميعها آثار محددة لأطفال هذه الحروب. في اليابان، لا يزال أطفال الحرب في ذلك الوقت يعانون من الطفرات التي يسببها الإشعاع. إن التأثير طويل المدى على أطفال الحرب في سوريا، أو أفغانستان أو شرق أوكرانيا منذ عام 2014 لم يكن متوقعًا بعد - باستثناء التشوهات العديدة التي تسببها الألغام الأرضية.
- في 2 سبتمبر 1990، دخلت اتفاقية الأمم المتحدة لحقوق الطفل حيز التنفيذ والتي تهدف إلى توفير الحماية للأطفال، بما في ذلك في أوقات الحرب. وقد صادقت عليها جميع الدول الأعضاء تقريباً وبعض الدول غير الأعضاء. وفي عام 2002، بدأ نفاذ بروتوكول إضافي ينبذ استخدام القاصرين كجنود أطفال في الصراعات المسلحة. ومع ذلك، فإن العديد من الدول لا تلتزم بها.